# Дампьер, Анри Дюваль
Граф Анри Дюваль фон Дампьер (1580, Шато Ганс — 8 октября 1620, Пресбург) — французский дворянин на императорской службе, участник Турецкой и Тридцатилетней войн.

## Биография
Известен с 1604 года, когда он разбил войска Бетлен Габора, вторгнувшегося в Трансильванию.
В 1605 году оборонял против турок крепость Гран, но малодушный гарнизон её возмутился, связал Дампьера и выдал его туркам. Вернувшись из плена, в венецианскую войну 1616—17 годов Дампьер служил эрцгерцогам австрийским, а в 1618 году направлен в Богемию для подавления восстания чешских сословий, переросшего в Тридцатилетнюю войну.
Действия его в Богемии и Моравии не были успешны, но своевременное появление его войск в Вене подавило мятеж, угрожавший опасностью самому императору. В 1619 году, при Тейне, Дампьер удерживал войска графа Мансфельда и потом содействовал Бюкуа при поражении их. В 1620 году снова выступил против Бетлен Габора, тревожившего венгерские области, но при штурме Пресбурга, вдохновляя со шпагой в руке своих солдат взломать крепостные ворота, был убит.